# Francesco De Marchi (Architekt)

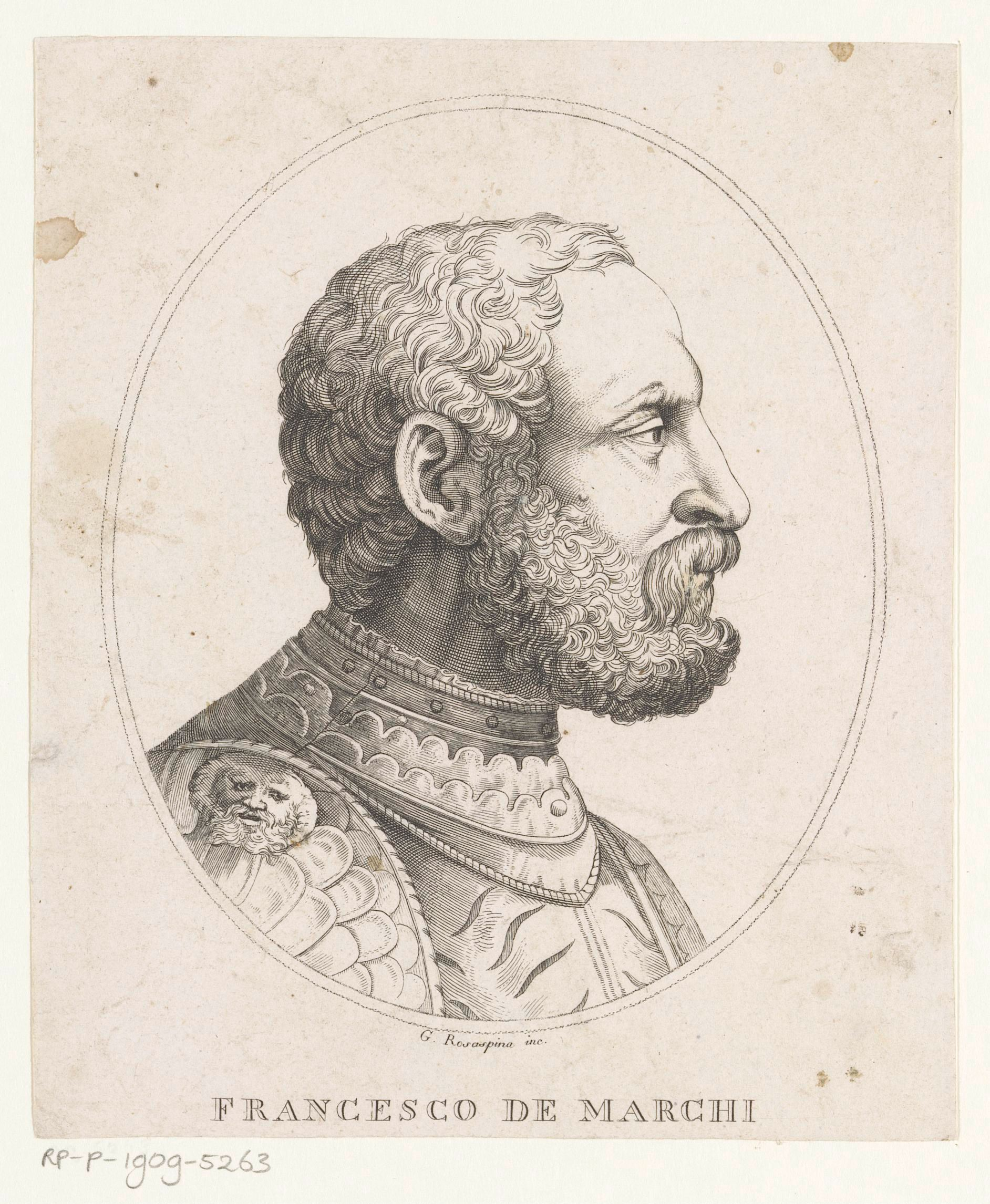
Francesco De Marchi (Rijksmuseum Amsterdam)

Francesco De Marchi, auch Francesco de Marchi (geboren Anfang 1504 in Bologna; gestorben 15. Februar 1576 in L’Aquila), war ein italienischer Höfling, Architekt, Ingenieur und Autor der Renaissance. Er beschäftigte sich insbesondere mit Festungsarchitektur. Bekanntheit erlangte er postum durch die Erstbesteigung des 2912 m hohen Corno Grande, der höchsten Erhebung des Gran Sasso-Massivs.

## Leben
De Marchi entstammte einer Holzschnitzerfamilie aus Crema, die sich Mitte des 15. Jahrhunderts in Bologna niedergelassen hatte. Um 1520 verließ er seine Heimatstadt aus unbekannten Gründen, in die er zeit seines Lebens nicht mehr zurückkehrte. Dennoch verband ihn viel mit Bologna, aus der die Mutter seiner zwei nicht ehelicher Kinder, Marc’Antonio und seine vielgeliebte Tochter Cleopatra, stammte. Nachdem er zu Ruhm gekommen war, wurde er 1558 in die Bürgerrolle von Bologna aufgenommen.
Bis 1530 ist wenig über sein Leben bekannt. In seinen Schriften finden sich nur Andeutungen, dass er Zeuge einiger bedeutender historischer Ereignisse während der Italienische Kriege war, ohne anzugeben, welche Rolle er dabei spielte. So finden sich Hinweise auf eine Teilnahme auf Seiten Kaisers Karl V. an der Schlacht bei Pavia 1525, beim Fall des Castello Sforzesco in Mailand nach dessen monatelanger Belagerung 1526 oder den triumphalen Einzugs des Kaisers in Bologna 1530 während des Konfliktes gegen die Heilige Liga von Cognac. Auch bei der Belagerung von Florenz (Oktober 1529 – August 1530) durch die Kaiserlichen war De Marchi anwesend.
1531 fand er sich in Diensten des Florenzer Regenten Alessandro de’ Medici genannt „il Moro“. Die Jahre am Hofe des Medici erwiesen sich für den wissensdurstigen De Marchi als sehr lehrreich. 1535 ging er im Auftrag des Medici nach Rom und blieb dort 16 Jahre lang. In Rom studierte er Architektur und Festungsarchitektur. Im gleichen Jahr erlangte er zum ersten Mal Berühmtheit, als er mit einem offenen Taucherhelm am Grund des Nemisees die Relikte zweier Prunkschiffe des römischen Kaisers Caligula, später bekannt als Nemi-Schiffe, zu bergen versuchte. Das Unternehmen beschrieb er ausführlich in seinen später veröffentlichten Aufzeichnungen.
Im Gefolge des Medici nahm er 1536 an dessen Hochzeit mit der unehelichen Tochter Karls V. Margarethe von Parma teil. Nach der Ermordung des „Moro“ und der Heirat seiner Witwe mit Ottavio Farnese im November 1538 wechselte auch De Marchi in den Dienst der Farnese. Mit Hilfe der Farnese konnte er seinem fast unerschöpflichen Wissensdurst neue Nahrung verleihen. Im Auftrag oder im Gefolge der Farnese reiste er viel, stellte Beobachtungen an und machte Aufzeichnungen. Er interessierte sich insbesondere für antike und moderne Bauwerke. Zugleich frequentierte er in Rom Künstler, Intellektuelle und Wissenschaftler aus allen Ländern, die im Dienst des Papstes Paul III., ebenfalls ein Farnese, tätig waren. Zwischen 1542 und 1548 nahm er an den Planungen und am Bau der neuen Stadtmauern von Rom teil. Zugleich half er dem Architekten Leonardo Bufalini bei der Erstellung des ersten Stadtplans von Rom, der 1551 in Druck ging. Von 1542 an arbeitete er bis zu seinem Tod an einem umfangreichen Werk über Architektur nach dem Vorbild der Arbeiten von Vitruv und Leon Battista Alberti, das aber unvollendet blieb. 1543 wurde er Mitglied der Accademia dei Virtuosi al Pantheon. Während seiner Zeit in Rom konzentrierte er seine Studien und Arbeiten auf Festungsarchitektur. Auch wenn seine Zeichnungen durch die klobige Ausführung des Autodidakten auffallen, weisen sie für die Zeit innovative Lösungen im Festungsbau auf, die er vor der Konkurrenz als sein eigenes Werk eifrig verteidigte. Gegen Ende seines römischen Aufenthaltes wurde er vom Papst in die Bürgerrolle aufgenommen.
1550 folgte er Margarethe nach Parma und 1551 erhielt er den Titel Capitano (italienisch für Hauptmann) für seine Verdienste um die Festungsarchitektur zuerkannt. In Parma war er als Artillerie-Kommissar beratend bei der Modernisierung der Stadtbefestigungen tätig. Seine Hauptaufgabe bestand aber im Ausbau des herzoglichen Geschützparks. Am Hof von Margarethe lernte er auch ihren Halbbruder Philipp II. kennen, der Interesse an der Schrift De Marchis zeigte, die dieser über die Artillerie angefertigt hatte. 1559 zog er im Gefolge Margarethes nach Brüssel, die von Philipp II., mittlerweile König von Spanien, zur Statthalterin der habsburgischen Niederlande ernannt worden war. Vor ihrer Abreise war er von Margarethe ein Jahr zuvor zum „Obersten Kommissar“ des im Bau befindlichen Herzogpalastes der Farnese in eroberten Stadt Piacenza ernannt worden.
Während seines achtjährigen Aufenthaltes in Flandern unterhielt er einen umfangreichen Briefverkehr mit dem Sekretär des Herzogs von Parma, aus dem viel über seinen ungeschliffenen Charakter zu erfahren ist. In den Briefen berichtete er aber auch ausführlich über die in Flandern offen schwellenden Konflikte zwischen Protestanten und Katholiken und leistete damit einen nicht unbedeutenden Quellenbeitrag zur Erforschung des Konflikts. Aus der Korrespondenz geht aber auch seine Rolle als Höfling am Hof von Margarethe hervor, der kaum genug Geld erhielt, um sich Papier zum Schreiben und Zeichnen kaufen zu können. In Flandern bat er vergeblich in der Artillerie eingesetzt zu werden, selbst eine Tätigkeit als einfacher Kanonier wäre ihm Recht gewesen. Margarethe entließ ihn aber nicht von seinen Aufgaben am Hof und gestand ihm lediglich einige Projekte im Bereich der Festungsarchitektur zu. Zu dieser Zeit erlebte er auch seine größte Enttäuschung als Festungsarchitekt, als er 1567 Philipp II. mehrere Projekte für den Bau der Zitadelle von Antwerpen vorlegte, der König aber dem Projekt seines Freundes Francesco Paciotto den Vorzug gab. Viele seiner Projekte, auch im Ingenieursbereich, blieben auf dem Papier. Einen gewissen Erfolg verzeichnete er mit dem realisierten Entwurf der Hochzeitskutsche von Alessandro Farnese, dem Sohn Margarethes, der 1565 in Brüssel Maria von Portugal heiratete. Damit führte er in Belgien die Mode der italienischen Prunkkutschen ein.
1568 kehrten Margarethe und mit ihr De Marchi nach Italien zurück. Von ihrer aufreibenden Tätigkeit in Flandern erschöpft, zog sie sich mit ihrem Hof auf ihre Ländereien in den Abruzzen zurück. Unter der Abgeschiedenheit litt De Marchi trotz seines Alters zusehends. Zu gerne wäre er nach Rom zurückgekehrt. Dennoch ließ er sich in seinem Tatendrang nicht aufhalten und so bestieg er als erster Mensch gemeinsam mit einigen Begleiter im August 1573 im Alter von 69 Jahren in etwas mehr als fünf Stunden mit dem Corno Grande die höchste Erhebung des fast 3000 m hohen Gran Sasso-Massivs. Am Tag darauf erforschte er zudem eine über 80 m tiefe Grotte zu Füßen des Massivs. Die Erstbesteigung des Gran Sasso wurde ihm allerdings erst 1938 offiziell anerkannt.
De Marchi starb am 15. Februar 1576 nach über 42 Jahren Dienst am Hof von Margarethe von Parma und wurde in der heute nicht mehr existierenden Kirche des Heiligen Franziskus in L’Aquila bestattet.

## Schriften
- Della Architettura Militare, del Capitanio Franc. de' Marchi, Libri Tre. Nelli Qvali Si Descrivono Li Veri Modi, del fortificare, che si usa a' tempi moderni con cento sessanta piante di città e fortezze. Con un Breve, Et Utile Trattato del modo di fabricar l’Artigliaria & la pratica di adoperarla, da quelli che hanno carico di essa.  Rom 1546.

Postum:
- Trattato di architettura civile e militare in sieben Bänden aus dem 17. Jahrhundert.
- Cento lettere del capitano Francesco Marchi, bolognese, conservate nell’archivio governativo di Parma, ed ora per la prima volte recate in luce. Deputazione di storia patria, Parma 1864.